# Моташівка
Моташі́вка — село в Україні, у Луцькому районі Волинської області. Входить до складу Луцької міської громади. Населення становить 25 осіб.
12 червня 2020 року, згідно з розпорядженням Кабінету Міністрів України  № 708-р, село увійшло до складу Луцької міської громади.

## Географія
Село розташоване на лівому березі річки Стир.

## Населення
Згідно з переписом УРСР 1989 року чисельність наявного населення села становила 13 осіб, з яких 6 чоловіків та 7 жінок.
За переписом населення України 2001 року в селі мешкало 25 осіб. 100 % населення вказало своєю рідною мовою українську мову.